# Girardia
Girardia is een geslacht van platwormen dat tot de familie Dugesiidae Ball, 1974 wordt gerekend. Deze familie wordt tot de trilhaarwormen (Turbellaria) gerekend. Het zijn platwormen die leven in zoetwater.
De wetenschappelijke naam Girardia werd voor het eerst geldig gepubliceerd in 1974 door Ian R. Ball, die er een ondergeslacht van het geslacht Dugesia mee aanduidde. Ball onderscheidde drie ondergeslachten van Dugesia: Girardia, Schmidiea en Dugesia s.s. In 1991 besloten de Nederlanders Elizabeth J. de Vries en Ronald Sluys na fylogenetische analyse dat deze ondergeslachten dienden verheven tot de rang van geslacht.
De naam Girardia verwijst naar Charles Girard, die het geslacht Dugesia beschreef in 1850.

## Soorten[4]
- Girardia anceps (Kenk, 1930)
- Girardia anderlani (Kawakatsu & Hauser, 1983)
- Girardia andina (Borelli, 1895)
- Girardia antillana Kenk, 1941
- Girardia arimana (Hyman, 1957)
- Girardia arizonensis Kenk, 1975
- Girardia arndti Marcus, 1946
- Girardia aurita (Kennel, 1888)
- Girardia avertiginis Sluys, 2005
- Girardia azteca (Benazzi & Giannini, 1971)
- Girardia barbarae (Mitchell & Kawakatsu, 1973)
- Girardia biapertura Sluys, 1997
- Girardia bursalacertosa Sluys, 2005
- Girardia cameliae (Fuhrmann, 1914)
- Girardia canai Curino & Cazzaniga, 1993
- Girardia capacivasa Sluys & Kawakatsu, 2005
- Girardia chilla (Marcus, 1954)
- Girardia cubana Codreanu & Balcesco, 1973
- Girardia dimorpha (Bohmig, 1902)
- Girardia dorotocephala (Woodworth, 1897)
- Girardia dubia (Borelli, 1895)
- Girardia festae (Borelli, 1898)
- Girardia glandulosa (Kenk, 1930)
- Girardia graffi (Weiss, 1909)
- Girardia guatemalensis (Mitchell & Kawakatsu, 1973)
- Girardia hoernesi (Weiss, 1910)
- Girardia hypoglauca Marcus, 1948
- Girardia informis Sluys & Grant, 2006
- Girardia jugosa Sluys, 2005
- Girardia longistriata (Fuhrmann, 1914)
- Girardia mckenziei (Mitchell & Kawakatsu, 1973)
- Girardia microbursalis (Hyman, 1931)
- Girardia multidiverticulata de Souza, Morais, Medeiros Cordeiro & Leal-Zanchet, 2015
- Girardia nonatoi (Marcus, 1946)
- Girardia paramensis Fuhrmann, 1914
- Girardia rincona (Marcus, 1954)
- Girardia sanchezi Hyman, 1955
- Girardia seclusa (de Beauchamp, 1940)
- Girardia sphincter Sluys & Kawakatsu, 2001
- Girardia striata (Weiss, 1910)
- Girardia tigrina (Girard, 1850)
- Girardia titicacana (Hyman, 1939)
- Girardia typhlomexicana (Mitchell & Kawakatsu, 1973)
- Girardia ururiograndeana (Kawakatsu, Hauser & Ponce de Leon, 1992)
- Girardia veneranda Martins, 1970